# Szörnyek keringője
A Szörnyek keringője (eredeti cím: Monster's Ball) 2001-ben bemutatott amerikai romantikus filmdráma, melyet Milo Addica és Will Rokos forgatókönyve alapján Marc Forster rendezett. A cím utalás a halálraítélteknek kivégzésük előtti utolsó éjszakájára.
A főbb szerepekben Billy Bob Thornton, Heath Ledger, Halle Berry, Peter Boyle, Sean Combs és Mos Def látható. A történet középpontjában egy özvegy javítótiszt (Thornton) áll, aki párkapcsolatba kerül egy nővel (Berry), nem tudva arról, hogy az özvegyasszony férjét éppen ő maga végezte ki.
A film 2001. november 11-én került az amerikai mozikba. Berry alakítását dicsérték a kritikusok és a színésznő megnyerte a legjobb női főszereplőnek járó Oscart – a kategóriában legelső és napjainkig egyetlen afroamerikai színésznőként.

## Szereplők
| Szerep            | Színész                   | Magyar hang     |
| ----------------- | ------------------------- | --------------- |
| Hank Grotowski    | Billy Bob Thornton        | Trokán Péter    |
| Leticia Musgrove  | Halle Berry               | Pikali Gerda    |
| Sonny Grotowski   | Heath Ledger              | Dolmány Attila  |
| Lawrence Musgrove | Sean Combs                | Czvetkó Sándor  |
| Buck Grotowski    | Peter Boyle               | Rajhona Ádám    |
| Tyrell Musgrove   | Coronji Calhoun           | Baradlay Viktor |
| Darryl Cooper     | Taylor LaGrange           | Baráth István   |
| Billy             | Anthony Michael Frederick | Nagy Máté       |
| Tommy Roulaine    | Milo Addica               | Beratin Gábor   |
| Maggie Cooper     | Clara Hopkins Daniels     | Sipos Ágota     |
| Pap               | John Wilmot               | Sallai Tibor    |
| Ryrus Cooper      | Mos Def                   | Bicskey Lukács  |
| Clements          | Dennis Clements           | Imre István     |
| Nyomozó           | Ritchie Montgomery        | Kiss Gábor      |

## Díjak és jelölések
Berlini Nemzetközi Filmfesztivál (2002)
- díj: legjobb női alakítás (Halle Berry)[5]
- jelölés: Arany Medve (Marc Forster)

Oscar-díj (2002)
- díj: legjobb női főszereplő (Halle Berry)
- jelölés: legjobb eredeti forgatókönyv (Milo Addica, Will Rokos)

BAFTA-díj (2003)
- jelölés: legjobb női főszereplő (Halle Berry)

Golden Globe-díj (2002)
- jelölés: legjobb női főszereplő – filmdráma (Halle Berry)

MTV Movie Awards (2002)
- jelölés: legjobb női főszereplő (Halle Berry)

## Fordítás
- Ez a szócikk részben vagy egészben  a   Monster's Ball című angol Wikipédia-szócikk fordításán alapul.  Az eredeti cikk szerkesztőit annak laptörténete sorolja fel. Ez a jelzés csupán a megfogalmazás eredetét és a szerzői jogokat jelzi, nem szolgál a cikkben szereplő információk forrásmegjelöléseként.